# هارفي غوتيريز ألفاريز
هارفي غوتيريز ألفاريز (بالإسبانية: Harvey Gutiérrez Álvarez)‏ هو سياسي مكسيكي، ولد في 3 يونيو 1951 في تشياباس في المكسيك. حزبياً، نشط في الحزب الثوري المؤسساتي. وقد انتخب عضو مجلس النواب المكسيك.